# Juan José Mariano Rocha
Juan José Mariano Rocha, nacido como Juan José Mariano de Rocha Esparza Cabral de Melo y Alderete (Buenos Aires, Virreinato del Río de la Plata, 31 de mayo de 1781 – ib., 19 de julio de 1809), era un hacendado, oficial mayor de escribanía y militar hispano-criollo que llegaría al rango de capitán, al transformarse en un héroe de la reconquista y defensa de la ciudad de Buenos Aires ante las Invasiones inglesas de los años 1806 y 1807, actuando entonces con el rango de subteniente.

## Biografía hasta el trabajo en la escribanía familiar

### Origen familiar y primeros años
Juan José Mariano Rocha había nacido el 31 de mayo de 1781 en la ciudad de Buenos Aires, la que sería capital de la gobernación homónima y al mismo tiempo del Virreinato del Río de la Plata del cual dependía.
Su padre era el escribano Juan José Romualdo de Rocha y de la Torre (Buenos Aires, 7 de febrero de 1754 - ib., 13 de mayo de 1821) y su esposa Camila Esparza Cabral de Melo y Alderete la cual era una chozna de los azorano-portugueses Amador Vaz de Alpoim y de la infanzona Margarita Cabral de Melo.
Su sobrino era el futuro gobernador bonaerense Emilio Castro Rocha y los abuelos paternos eran el hidalgo Martín de Rocha de la Torre y Melo Gómez de Saravia (n. Buenos Aires, ca. 1724), escribano público de Buenos Aires desde 1769 hasta 1781, y su cónyuge María Pascuala de la Torre y Mena, una tataranieta del alcalde porteño Pedro de Izarra y de su segunda esposa Polonia Astor.
Por lo tanto, era bisnieto del hacendado Victoriano de Rocha y Rodríguez de la Torre (n. estancia del Pago de Luján, ca. 1708 - villa de Luján, 5 de marzo de 1772), propietario de ganado vacuno, mular y de una estancia poblada en el «Pago de Luján» desde 1723 y uno de los dieciséis vecinos fundadores y regidor del Cabildo de la nueva villa de Luján desde el 4 de marzo de 1755, y de su mujer desde el 22 de abril de 1730, Antonia de Melo y Gómez de Saravia Rocha Lobo, la cual era a su vez una tataranieta del encomendero asunceno Miguel Gómez de la Puerta y Saravia, vecino fundador de la segunda Buenos Aires en 1580, y de su esposa luso-hispano-criolla Beatriz Luyz de Figueroa y Hernández de los Reyes.

### Primer trabajo como oficial mayor de escribanía

El Virreinato del Río de la Plata en 1783 —creado en 1776, luego de ser separado del Virreinato del Perú— al cual se le adjudicaron las islas africanas de Fernando Poo y Annobón desde 1778 hasta 1782, las reducciones chaqueñas del Bermejo hasta 1793, la intendencia de Puno hasta 1796, el corregimiento de Arica hasta 1784, las Misiones Orientales hasta 1801, el litoral pacífico hasta 1803 (en que volvió al Perú, y desde 1813 a 1826, año que pasaría a Bolivia), el desierto y Puna de Atacama (hasta 1826), los establecimientos coloniales de la Patagonia atlántica desde 1779 y la comandancia de las Islas Malvinas.

Desde muy joven, hacia 1801, Juan José Mariano Rocha se desempeñó como oficial mayor en la escribanía paterna y cuatro años después, ante una inminente invasión inglesa, comenzaría a plantear alistarse en alguna milicia para defender al Virreinato del Río de la Plata de las garras del Imperio británico.

## Héroe de la defensa ante las Invasiones Inglesas

### La primera invasión británica al Río de la Plata
Durante el gobierno del virrey Rafael de Sobremonte, en diciembre de 1805 circulaba la posibilidad de que una invasión inglesa a Buenos Aires era cada vez más inminente, ya que esta capital virreinal sudamericana contaba con unos 45.000 habitantes, por lo que se había convertido en uno de los puertos más prósperos de América.
Diversos testigos contaban en Buenos Aires que el Reino Unido de la Gran Bretaña estaba preparando apoderarse de los dominios españoles de América —empezando por el Río de la Plata— por lo cual las fuerzas británicas volvieron a conquistar la colonia sudafricana holandesa del Cabo de Buena Esperanza el 9 de enero de 1806, y haciendo escala en la pequeña isla atlántica inglesa de Santa Helena consumada el 29 de abril, preparaban el posterior ataque.

Las ciudades del Río de la Plata en 1806.

Luego de la primera invasión británica al Virreinato del Río de la Plata, en la mañana del 27 de junio el virrey-marqués Rafael de Sobremonte entregó la ciudad y abandonó la capital virreinal para retirarse a Córdoba de la Nueva Andalucía, capital de la entonces rioplatense intendencia de Córdoba del Tucumán, junto con algunos centenares de milicianos que no tardarían en desertar.
Los porteños hacía tiempo que estaban descontentos con la Corona española por su falta de apoyo y por el monopolio comercial impuesto, y aunque se había flexibilizado un poco con el Reglamento de libre comercio con América del año 1778 dentro de un marco de protección y vigilancia, en un primer momento los británicos fueron bien recibidos, ya que una de las primeras medidas fue decretar una verdadera libertad de comercio y la reducción de aranceles.
Pero cuando los invasores británicos demandaron la entrega de los caudales del virreinato, advirtieron a los comerciantes porteños que en caso contrario retendrían las embarcaciones de cabotaje capturadas, por lo cual afectaría a la empresa naviera de Martín José de Monasterio, entre otros comerciantes navales, y que pretendían convertir al Río de la Plata en una colonia, los porteños comenzaron a agruparse para preparar la reconquista.
El Cabildo de Buenos Aires envió una comisión al virrey para que entregara el tesoro a un destacamento inglés, el cual finalmente fue dado y llevado a Londres. El 14 de julio, el virrey-marqués declaró a la ciudad de Córdoba como capital provisoria del virreinato y al mismo tiempo instó a que se desobedecieran todas las órdenes provenientes de Buenos Aires, mientras durara la ocupación británica.
Después de la proclama del entonces capitán de navío Santiago de Liniers y Bremond del 6 de septiembre del mismo año, que había invitado voluntariamente a todos los ciudadanos a armarse contra el enemigo británico, fue que se consignó que los nacidos en Buenos Aires debían personarse secretamente en el fuerte porteño el 15 de septiembre, por lo cual se fueron presentando más de 4.000 hombres que por la gran cantidad debieron ser alistados también en otros cuerpos.
Así fue que nació la «Legión de Patricios Voluntarios Urbanos de Buenos Aires» que después sería conocido simplemente como Regimiento de Patricios, el cual se transformó en el cuerpo miliciano más grande y poderoso reclutado para la defensa de la ciudad y, como los demás cuerpos urbanos formados, Santiago de Liniers con la aprobación del virrey-marqués les concedió que pudieran elegir a sus oficiales.

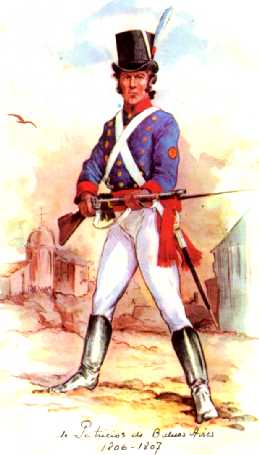
Uniforme de un soldado del Regimiento de Patricios.

La primera elección del Regimiento de Patricios se efectuó en el Consulado de Buenos Aires el 8 de noviembre del mismo año, y fue elegido Cornelio Saavedra como comandante del 1.er Batallón, Esteban Romero fue elegido comandante del 2.º Batallón y José Domingo Urien del 3.er Batallón.
Manuel Belgrano fue elegido sargento mayor de Patricios, pero luego fue reemplazado por Juan José Viamonte, y figuraron como oficiales Feliciano Chiclana, Vicente López y Planes, Martín Enríquez de Lacarra, Gregorio Perdriel, Eustoquio Díaz Vélez, Juan José Romualdo y su hijo Juan José Mariano de Rocha a quien se le había dado el grado de subteniente de la 6.ª Compañía del 2.º Batallón.
Posteriormente los Húsares de Pueyrredón y los Blandengues de la Frontera intentaron desalojarlos pero fueron derrotados por las fuerzas británicas en el Combate de Perdriel del 1.º de agosto de 1806. Poco después Beresford recibió en el fuerte al capitán Hilarión de la Quintana con una intimación para que se rindiera en quince minutos, informándole que el ejército estaba en las afueras de la ciudad pero respondió que resistiría, por lo que Liniers se lanzó al ataque.
Cuando la «Columna de Liniers» se reorganizó junto a los «Voluntarios de Álzaga» y a los «Voluntarios de Indios, Pardos y Morenos de Juan del Pino», lograron rodearla ya que seguía ocupada por el general William Carr Beresford quien fuera el efímero gobernador británico de Buenos Aires desde el 25 de junio del mismo año.

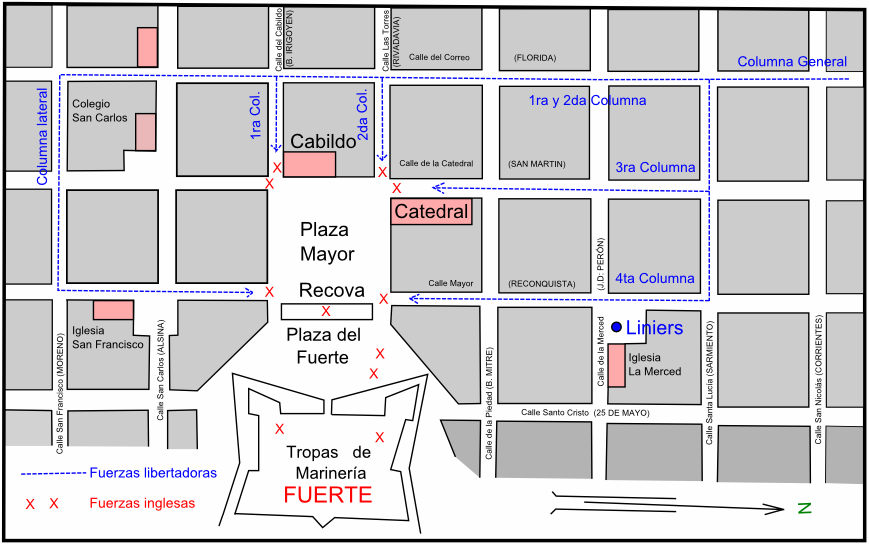
Plano de la reconquista de Buenos Aires en 1806.

Las tropas inglesas fueron superadas rápidamente, y Beresford ordenó replegarse al fuerte, fue rápidamente rodeado y finalmente lograron que se rindiese. Se le permitió abandonar el fuerte con las banderas desplegadas y rendirse formalmente ante Liniers el 12 de agosto en medio de la «Plaza Mayor», la cual desde entonces pasaría a llamarse «Plaza de la Victoria» (actual Plaza de Mayo). Luego de la liberación por fuerzas rioplatenses liderada por el comandante bonaerense Liniers y unos cuantos subalternos como el entonces subteniente Martín Lacarra, y varios voluntarios de la Banda Oriental como el luso-brasileño Pedro José Viera, lograron tomar prisionero al coronel Beresford (aunque más tarde se fugara y en Montevideo aconsejaría el siguiente ataque).
Liniers emitió el 6 de septiembre un documento, ante la posibilidad de una segunda invasión, instando a la población a organizarse en cuerpos militares separados según su origen hispano. El primer batallón que había sido originado para defender a Buenos Aires fue la Compañía de Cazadores Correntinos el 14 de agosto del mismo año que quedó al mando de Juan José Fernández Blanco y que sería agregada como novena compañía del nuevo «Batallón de Voluntarios Urbanos Cántabros de la Amistad» o bien Tercio de Vizcaínos.
Dicho tercio fue fundado por el rico marino mercante Martín José de Monasterio del cual formó parte, que era una unidad miliciana de infantería que había sido creada el 8 de septiembre de 1806, y que incluía a la primera compañía de Castellanos Viejos, a las seis compañías de Vizcaínos y Navarros, y a las dos compañías de Asturianos.
Poco después le siguió la creación del Tercio de Gallegos el 17 de septiembre, luego el Tercio de Cántabros Montañeses el 18 de septiembre, el Tercio de Miñones de Cataluña el 25 de septiembre y el Tercio de Andaluces el 8 de octubre del mismo año.

### Defensa ante la segunda invasión y ascenso a capitán
El hacendado vasco-español Martín de Álzaga fue elegido alcalde de primer voto de Buenos Aires y Esteban Villanueva, como alcalde de segundo voto, ambos desde el 1.º de enero de 1807, y al día siguiente aconteció la invasión a la Banda Oriental por los británicos y luego de un sitio desde el 16 de enero al 3 de febrero de 1807 ocuparon la ciudad de Montevideo.
Los regidores del cabildo porteño Martín José de Monasterio y Manuel Ortiz Basualdo, junto al oidor bonaerense Manuel de Velasco, fueron enviados con la escolta de una milicia de voluntarios por orden de un cabildo abierto del 10 de febrero del mismo año, para deponer y apresar al virrey Rafael de Sobremonte.
Santiago de Liniers había sido nombrado gobernante militar o capitán general por el cabildo y por la deposición de Sobremonte, Liniers fue asignado en el cargo de virrey desde el 10 de febrero de 1807, dejando el gobierno civil a la Real Audiencia de Buenos Aires de la cual el doctor Miguel Mariano de Villegas formaba parte.
Luego de la ocupación de Colonia del Sacramento por parte de las fuerzas del Reino Unido, en marzo de 1807, y vencer el 7 de junio en el Combate de San Pedro a las fuerzas enviadas por Buenos Aires, el 28 de junio del mismo año los británicos al mando de John Whitelocke cruzaron el Río de la Plata desde la Banda Oriental y desembarcaron en la Ensenada de Barragán de la intendencia de Buenos Aires, por lo cual el 1.º de julio se puso en marcha el ejército español para proteger el paso del Riachuelo con unos 6.860 soldados y 53 cañones.
Los británicos proseguían con el intento de tomar Buenos Aires nuevamente, que esta vez sería defendida de forma heroica por fuerzas comandadas, preparadas y financiadas por el alcalde Álzaga, y también por Liniers, y entre los defensores también se hallaban algunos soldados del Tercio de Vizcaínos.
En dicho tercio en el cual Martín de Monasterio figuraba como 2.º ayudante de la plana mayor, integró el «Ala izquierda» o «División Velasco», la cual también estaba conformada por el Cuerpo de Blandengues, el Batallón de Arribeños, dos compañías de Miñones Catalanes y un escuadrón de caballería, totalizando unos 1.650 hombres. Dicha división tuvo una actuación muy destacada en el Combate de Miserere del 2 de julio y en la defensa de los días siguientes.

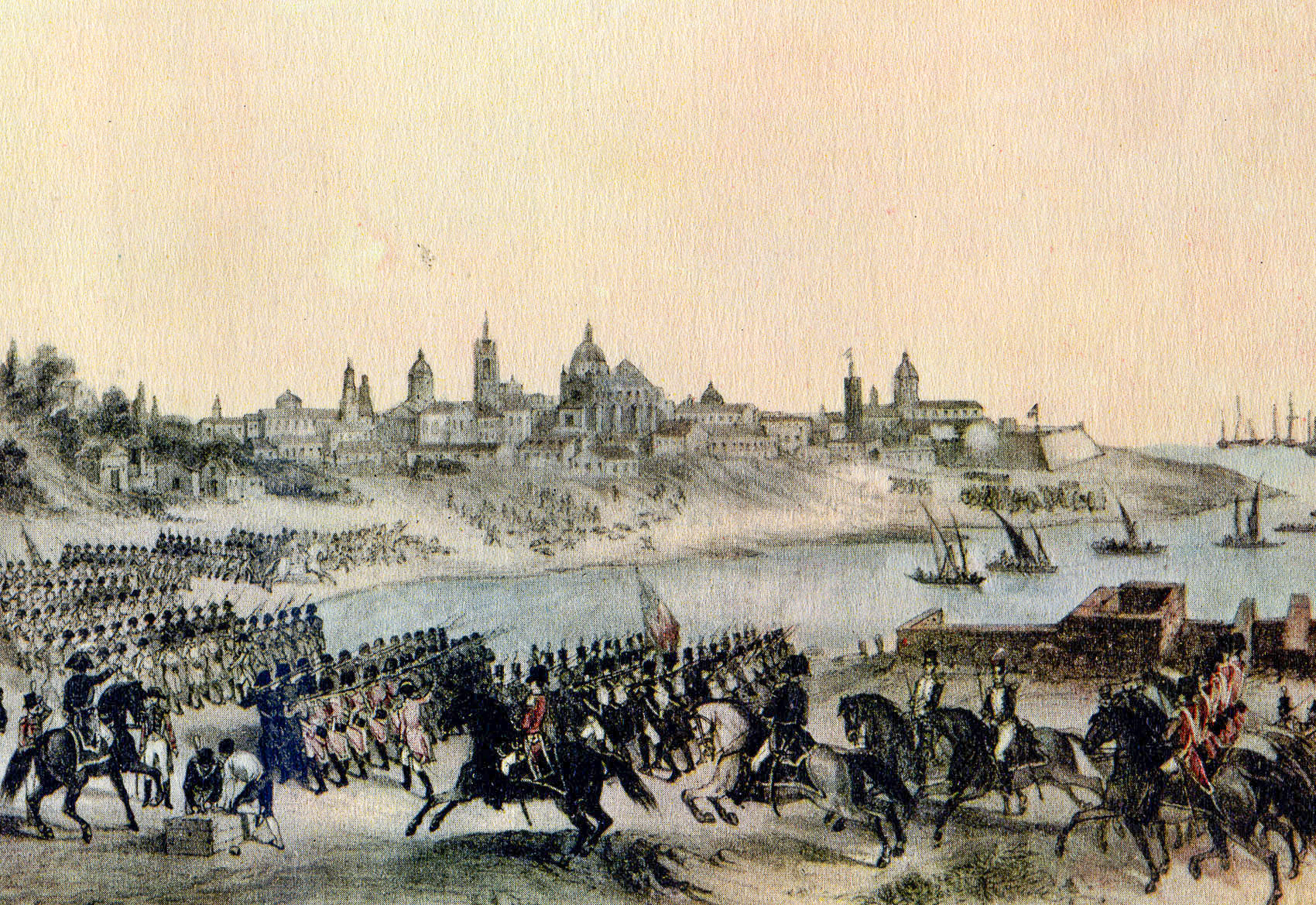
Invasiones Inglesas a Buenos Aires (litografía de 1807, por Madrid Martínez).

El 3 de julio, el ejército del nuevo virrey Santiago de Liniers interceptó el primer avance del enemigo, por lo que los británicos sitiaron la capital el 4 del corriente. El día 7 del mismo mes, el general inglés comunicó la aceptación de la capitulación propuesta por el virrey Liniers y de la exigencia del alcalde Martín de Álzaga, quien había añadido que en un plazo de dos meses deberían abandonar Montevideo, por lo cual las tropas británicas se retiraron de Buenos Aires.
En la proclama del 3 de agosto de 1807 el virrey Liniers comunicó que a partir del 15 de agosto los voluntarios podían enrolarse en las dos nuevas unidades que se destinarían a guarnecer Montevideo: el «Regimiento de Voluntarios del Río de la Plata», en donde Prudencio Murguiondo quedaría como su comandante, y el «Regimiento de Cazadores de Infantería Ligera», y por lo cual Ignacio de Rezabal pasaría a ser el 1er comandante del Tercio de Cántabros de la Amistad, Juan Ángel de Goicolea como 2.º comandante y Martín de Monasterio como 1er ayudante de la plana mayor.
El 9 de septiembre de 1807 los británicos abandonaban la Banda Oriental de la superintendencia de Buenos Aires y el día 15 del corriente, Rocha fue ascendido al rango de teniente. Al actuar heroicamente en la reconquista y defensa de la ciudad de Buenos Aires y por su brillante accionar, Juan José Mariano Rocha alcanzó el grado de capitán el 3 de diciembre de 1807.

### Fallecimiento
A raíz de una enfermedad que había contraído en el cumplimiento de una comisión especial al conducir a Buenos Aires la artillería que se había destacado en Los Olivos con motivo de las amenazas de un tercer desembarco de las fuerzas inglesas, fue la causa por la cual Rocha había otorgado poder de testar el 13 de abril de 1809.
Finalmente el capitán Juan José Mariano de Rocha fallecería en plena juventud a los 28 años de edad el 19 de julio de 1809 en la ciudad de Buenos Aires, capital de la superintendencia bonaerense que formaba parte del virreinato rioplatense.

## Matrimonio y descendencia
Juan José Mariano de Rocha Esparza Cabral de Melo y Alderete se había unido en matrimonio el 19 de febrero de 1806 con Bernardina Durán y Porcel de Peralta, una hija natural de Estanislao Durán y de Manuela Porcel de Peralta.
Fruto del matrimonio de Juan José Mariano Rocha y de Bernardina Durán hubo solo un hijo:
- Juan José Rosendo Rocha[1][3] (Buenos Aires, superintendencia homónima del Virreinato del Río de la Plata, 29 de febrero de 1807 - pueblo de Belgrano, provincia de Buenos Aires, República Argentina, 7 de julio de 1880) que quedó huérfano de padre al año de edad y su abuelo paterno Juan José Romualdo Rocha se hizo cargo del cuidado y educación, pero al fallecer este último en 1821, pasó a la tutela del tío político Félix Castro, esposo de la tía paterna Luisa de Rocha Esparza Cabral de Melo y Alderete, hasta alcanzar la mayoría de edad.[3]